# Synglochis perumbraria
Synglochis perumbraria là một loài bướm đêm trong họ Geometridae.